# Џамонт Гордон
Џамонт Гордон (енгл. Jamont Gordon; Нешвил, 16. март 1987) је бивши амерички кошаркаш. Играо је на позицијама плејмејкера и бека.

## Каријера
Студирао је на универзитету Мисисипи Стејт од 2005. до 2008. године, а на последњој години (2007/08) бележио је просечно 17,2 поена, 6,6 скокова и 4,9 асистенција за 34,6 минута на паркету. Пријавио се на НБА драфт 2008. али није изабран. 
Током лета 2008. Гордон је учествовао у Летњој лиги у Лас Вегасу где је на 5 одиграних утакмица у дресу Филаделфије бележио просечно 10,6 поена, 3,4 скокова и 4 асистенције за 27,8 минута по мечу.
Своју прву сениорску сезону одиграо је у екипи Фортитуда из Болоње. На 29 утакмица Серије А бележио је просечно 11,3 поена уз 4,7 скока и 1,6 асистенција.
У августу 2009. је потписао за Цибону. Са њима је освојио хрватско првенство и стигао до финала Јадранске лиге где је проглашен за најкориснијег играча финала. Играо је и у Евролиги где је Цибона стигла до ТОП 16 фазе. У Евролиги, Гордон је дебитовао против Монтепаскија и постигао 5 поена уз 3 скока и 2 асистенције. Имао је низ запажених игара у ТОП 16 фази Евролиге. Своју најбољу утакмицу у Евролиги одиграо је против Олимпијакоса, где је за 34 минута убацио 32 поена, имао 5 скокова и 4 асистенције. У полуфиналу Јадранске лиге против Унион Олимпије, Гордон је био најефикаснији играч на утакмици са 23 поена, 7 скокова и 5 асистенција. У финалу су поражени од Партизана 74:75, а Гордон је убацио 31 поен уз 5 скокова и 4 украдене лопте. Гордон је одиграо 28 утакмица у Јадранској лиги и просечно бележио 14,4 поена и 4,6 асистенције.
У јулу 2010. је потписао трогодишњи уговор са екипом ЦСКА из Москве. Са њима је освојио два пута руско првенство и једну ВТБ лигу, а стигао је и до финала Евролиге у сезони 2011/12. Напустио их је након две сезоне.
У јулу 2012. је потписао двогодишњи уговор са турским Галатасарајем. У сезони 2012/13. Гордон осваја са Галатасарајем титулу првака Турске, а проглашен је и за најкориснијег играча финала првенства Турске. У сезони 2012/13. одиграо је и 12 утакмица у Еврокупу где је просечно бележио 11,7 поена, 3,3 скокова и 2,3 асистенције.
У јануару 2015. године је потписао уговор са још једним турским прволигашем Тофашом где је остао до краја такмичарске сезоне 2014/15.
Дана 20. јануара 2017. потписао је уговор са Партизаном до краја сезоне 2016/17.

## Успеси

### Клупски
- Цибона:
  - Првенство Хрватске (1): 2009/10.
- ЦСКА Москва:
  - Првенство Русије (2): 2010/11, 2011/12.
  - ВТБ јунајтед лига (1): 2011/12.
- Галатасарај:
  - Првенство Турске (1): 2012/13.

### Индивидуални
- Најкориснији играч фајнал-фора Јадранске лиге (1): 2009/10.
- Најкориснији играч финала Првенства Турске (1): 2012/13.

## Занимљивости
Доласком у Хумску, Гордон је постао тек пети играч који је током играчке каријере наступао за велике ривале са простора бивше Југославије Партизан и Цибону. Пре њега то су учинили Данко Цвјетичанин, Иво Накић, Небојша Букумировић и Владо Илијевски. Касније су се том друштву придружили и Бранислав Ратковица, Амар Гегић и Александар Аранитовић.